# Marta Karlweis
Marta Wassermann-Karlweis, auch Marta Stross; Pseudonym Barbara Vogel (* 27. April 1889 in Wien, Österreich-Ungarn; † 2. November 1965 in Lugano, Schweiz) war eine österreichische Schriftstellerin.

## Leben und Werk bis zur Emigration
Marta Karlweis war die Tochter des Direktors der Südbahn-Gesellschaft Carl Karlweis (1850–1901), der als Hobby Theaterstücke im Wiener Dialekt schrieb. Ihr Bruder Oskar Karlweis begann ab 1912 in Wien eine Karriere als Schauspieler. Wie auch Maria Lazar besuchte Marta die Schule der Eugenie Schwarzwald, die sogenannte „Schwarzwaldschule“ auf dem Wiener Franziskanerplatz, an der einige prominente Vertreter des Wiener kulturellen Lebens lehrten, darunter u. a. Adolf Loos und Oskar Kokoschka. In Wien frequentierte sie auch den stadtbekannten Salon der Berta Zuckerkandl, in dem sie immer wieder aus ihren Werken vorlas. Gegen den Willen ihres Vormunds – ihr Vater starb schon, als sie 12 war – begann sie nach der Matura ein Psychologie-Studium an der Universität Wien, das sie 1907 abbrach, um den Industriellen Walter Stross zu heiraten. Aus dieser Ehe gingen die Töchter Bianka (* 1908) und Emmy (* 1910) hervor.
Im Februar 1915 lernte sie im Haus ihrer Schwägerin Emmy Wellesz, der Frau des Komponisten Egon Wellesz, den Schriftsteller Jakob Wassermann kennen. Im August 1919 zogen sie gemeinsam nach Altaussee. Am 21. Februar 1924 kam beider Sohn Carl Ulrich (Charles) zur Welt. Sie heiratete Wassermann 1926; für beide war es die zweite Ehe.

### Ein österreichischer Don Juan
Karlweis veröffentlichte ab 1913 Erzählungen und Romane. Den literarischen Durchbruch brachte ihr vorletztes Werk, der 1929 erschienene Roman Ein österreichischer Don Juan. Indem er die moralische Doppelbödigkeit der herrschenden Schichten zur Zeit der ausgehenden Habsburgermonarchie schildert, zielt er auf die gnadenlose Entzauberung der Monarchie ab und will die tiefer liegenden Ursachen ihrer Auflösung rekonstruieren: Der wohlhabende Wiener Baron Erwein von Raidt ist ein Frauenheld, wie er im Buche steht. Sein Verhältnis mit der schönen Witwe Löwenstein lässt er schnell fallen, als er ihrer bezaubernden 21-jährigen Tochter Cecile begegnet. Als diese schwanger wird, bricht er jedoch auf der Stelle den Kontakt zu ihr ab. Um das Dekorum zu wahren, verkuppelt er sie mit einem nichtsahnenden Industriellen. Als Cecile endlich den wahren Charakter Erwein von Raidts durchschaut, ist sie bereits unheilbar krank. Für den skrupellosen Frauenhelden und Bonvivant vergehen die Jahre weiter mit Liebesabenteuern, Verführungen und Eroberungen – bis ihn schließlich seine letzte Geliebte verwandelt und zu ihrem hörigen Sklaven macht.

## Exil
1931 erschien Karlweis’ letztes erzählerisches Werk, der satirisch-groteske Roman Schwindel. Geschichte einer Realität. Das Heraufziehen des Nationalsozialismus bedeutete für viele literarische Karrieren in Deutschland einen irreparablen Einschnitt. Am 1. Januar 1934 starb ihr Mann Jakob Wassermann an einem Schlaganfall, nachdem er vergeblich versucht hatte, einen Vorschuss für seine schriftstellerische Tätigkeit zu bekommen. Als letztes ihrer Bücher brachte die damals 45-jährige Marta die Biographie ihres Mannes im Amsterdamer Querido-Verlag heraus. Fallweise veröffentlichte sie noch Beiträge in schweizerischen und österreichischen Periodika. In seinem Nachwort zur Ende 2015 erschienenen Neuauflage des Romans Ein österreichischer Don Juan sieht der Germanist Johann Sonnleitner den Grund für ihr „völliges Verschwinden aus der deutschsprachigen Literatur“ zuvorderst in der nazistischen Kulturpolitik, die auch in das damalige Österreich und den Ständestaat ausstrahlte. Dass Marta Karlweis nach 1945 nicht mehr literarisch rehabilitiert wurde, sei hingegen vor allem der Nachkriegsgermanistik anzulasten, die ein „dezidiertes und aus heutiger Sicht beschämendes Desinteresse an der Literatur der Vertriebenen“ manifestiert habe.
Nach dem Tod ihres zweiten Mannes änderten sich ihre gutbürgerlichen Lebensverhältnisse dramatisch. Sie übersiedelte in die Schweiz, nahm ihr Psychologie-Studium wieder auf und studierte bei Carl Gustav Jung Analytische Psychologie. Nach dem Anschluss Österreichs ging sie nach Kanada ins Exil. 1939 übernahm sie einen Lehrauftrag an der McGill-Universität in Montreal. Bis zu ihrem Tod arbeitete sie in ihrer psychotherapeutischen Praxis in Ottawa. Am 2. November 1965 starb Marta Karlweis auf einer Reise in der Schweiz, während der sie ihre im Tessin lebende Tochter Bianka besuchen wollte.

### Rezeption
Nach dem Erscheinen des Romans Ein österreichischer Don Juan schrieb der Schriftsteller Rudolf Jeremias Kreutz in der Neuen Freien Presse:

„Dieser geborene Verführer, der um so mehr Glück bei den Frauen hat, als er – seinem großen Vorbilde treu – ohne jede Beteiligung seines Herzens operiert, steinerner Gast des eigenen Liebesspieles und in einem Atem heißer Galan, ja opferfähiger, kindischer Weiberknecht, dieser Urtyp des zwielichtigen, stets unglücklichen Hasardeurs, kann nicht plastischer umrissen, nicht grausig heller gedeutet werden, als dies Marta Karlweis gelingt.“

In einer Rezension des Kritikers Joseph Chapiro im Neuen Wiener Journal heißt es:

„In ihre Feder ist ein Diamant gefaßt, der auf manche Seiten ihres Werkes blendendes Licht wirft, Seiten, die uns packen und erschüttern und uns zwingen, ihnen in unserem Gedächtnis ein dauerndes Asyl zu bieten.“

Anlässlich der Neuauflage des Romans 2015 spricht Florian Welle in der Süddeutschen Zeitung von einer „röntgenscharfen Charakterstudie“ und einem „bitterböse[n] Roman“:

„Wer will, kann den 1929 erschienenen Roman 'Ein österreichischer Don Juan' psychoanalytisch lesen […] Er spielt vor dem Ersten Weltkrieg, ebenso wie Joseph Roth gilt Karlweis’ eigentliches Interesse dem Untergang der k.-u.-k.-Monarchie. Doch liegt ihr jede Nostalgie fern. Entlarvt wird eine bigotte, misogyne Operettengesellschaft.“

Ähnliche Parallelen zieht der Literaturwissenschaftler Franz Haas im österreichischen Standard:

„Dieser Abgesang auf die gar nicht so gute alte Zeit erinnert ein wenig an Joseph Roth, mehr aber noch an den gegen Nostalgie resistenteren Ödön von Horváth. Kunstvoll verwoben hat die Autorin in diesem Sittenbild jede Menge bitterböse Geschichten aus der Wienerstadt.“

Der österreichische Germanist Karl Wagner verortet Karlweis’ erzählerisches Verfahren zwischen Expressionismus und Neuer Sachlichkeit:

„Nur Federfuchser werden ihre Erzählerkommentare als veraltete Technik verbuchen, in Wahrheit geht es um Strategien, die die Beschränkungen des Inneren Monologs aufbrechen, ohne dessen Errungenschaft zu desavouieren. [...] Im Unterschied zu vielen heutigen Generations- und Familienromanen schnurrt keine einsinnige Handlung ab. Der Text springt um, arbeitet episodisch und wechselt innerhalb der oft sarkastisch betitelten Abschnitte die Erzählperspektive. Statt temporal-kausaler Handlungsabläufe gibt es metaphorische Verknüpfungen, wiederaufgenommene Einzelheiten, korrespondierende Formeln und Formulierungen oder einprägsame Markanz-Sätze. Ohne eine aufmerksame Lektüre gehen solche Wechsel der Figurenperspektive verloren, und nicht zu Unrecht fühlte sich ein zeitgenössischer Rezensent, E. A. Rheinhardt, angesichts der erstaunlichen Details dieses Buches an Virginia Woolf erinnert, weil auch bei Karlweis jedes Detail ‚ohne impressionistische Einzelheitseitelkeit ganz und gar in den Dienst der Erzählung gestellt ist‘.“

## Werke
- Der Zauberlehrling. Eine Erzählung. In: Süddeutsche Monatshefte, München 1913.
  - Neuausgabe, herausgegeben und mit einem Nachwort von Johann Sonnleitner: Das vergessene Buch, Wien 2021, ISBN 978-3-903244-02-3.
- Die Insel der Diana. Roman. Berlin 1919.
  - Neuausgabe, herausgegeben und mit einem Nachwort von Johann Sonnleitner: Das vergessene Buch, Wien 2025, ISBN 978-3-903244-41-2.[6]
- Das Gastmahl auf Dubrowitza. Berlin 1921.
  - Neuausgabe, herausgegeben und mit einem Nachwort von Johann Sonnleitner: Das vergessene Buch, Wien 2017, ISBN 978-3-9504158-7-2.
- Eine Frau reist durch Amerika. Vorbemerkung von Jakob Wassermann. Berlin 1928.
- Amor und Psyche auf Reisen. Roman. Begleitwort von Jakob Wassermann. Berlin 1928.
- Ein österreichischer Don Juan. Roman. Leipzig 1929.
  - Neuausgabe, herausgegeben und mit einem Nachwort von Johann Sonnleitner: Das vergessene Buch, Wien 2015, ISBN 978-3-200-04259-9.
  - Übersetzung ins Englische: The Viennese Lover. Ives Washburn, New York 1930.
- Schwindel. Roman. Berlin 1931.
  - Neuausgabe, herausgegeben und mit einem Nachwort von Johann Sonnleitner: Das vergessene Buch, Wien 2017, ISBN 978-3-9504158-4-1.
- Jakob Wassermann. Bild, Kampf und Werk. Geleitwort von Thomas Mann. Amsterdam 1935.
- als Marta Wassermann: Zur Frage der Post partum-Neurose, Psyche, Jg. 11, H. 2, 1957, S. 140–155.